# Корчагино (Калининградская область)
Корчагино— посёлок в Зеленоградском районе Калининградской области. До 2016 года входил в состав Ковровского сельского поселения.

## Население
| 2002 | 2010 |
| ---- | ---- |
| 6    | ↘5   |

## История
Тидткен до 1946 года.